# Volta a Cataluña 1959
La Volta a Cataluña 1959 fue la 39.ª edición de la Volta a Cataluña. Se disputó en 9 etapas del 6 al 13 de septiembre de 1959 con un total de 1.306,6 km. El vencedor final fue el español Salvador Botella, seguido de tan solo tres segundos por Fernando Manzaneque y a 19 de José Herrero.

## Etapas
| Etapa | Fecha            | Ciudades de etapa                   | km    | Vencedor de la etapa | Líder de la general |
| 1ª    | 6 de septiembre  | Montjuic - Montjuic (Barcelona)     | 38,8  | Miguel Poblet        | Miguel Poblet       |
| 2ª    | 6 de septiembre  | Barcelona - Reus                    | 108,0 | José Saura           | José Saura          |
| 3ª    | 7 de septiembre  | Reus - Tortosa                      | 113,0 | José Segú            | Salvador Botella    |
| 4ª    | 8 de septiembre  | Tortosa - Lérida                    | 186,0 | Peppino Dante        | Salvador Botella    |
| 5ª A  | 9 de septiembre  | Lérida - Vilanova de Bellpuig (CRI) | 38,0  | Antonio Karmany      | Salvador Botella    |
| 5ª B  | 9 de septiembre  | Vilanova de Bellpuig - Manresa      | 104,0 | Claude Colette       | José Segú           |
| 6ª    | 10 de septiembre | Manresa - Palafrugell               | 206,0 | Miguel Poblet        | José Herrero        |
| 7ª    | 11 de septiembre | Palafrugell - Berga                 | 248,0 | Antonio Karmany      | Salvador Botella    |
| 8ª    | 12 de septiembre | Berga - Argentona                   | 147,0 | Addo Kazianka        | Salvador Botella    |
| 9ª    | 13 de septiembre | Granollers - Montjuic (Barcelona)   | 138,8 | Miguel Poblet        | Salvador Botella    |
| ----- | ---------------- | ----------------------------------- | ----- | -------------------- | ------------------- |

### 1ª etapa[1]
06-09-1959: Barcelona - Barcelona. 38,8 km
|   | Ciclista           | Equipo      | Tiempo  |
| - | ------------------ | ----------- | ------- |
| 1 | Miguel Poblet      | Ignis       | 55' 40" |
| 2 | José Ametller      | Peña Solera | m. t.   |
| 3 | José Pérez-Francés | Peña Solera | m. t.   |

|   | Ciclista           | Equip       | Temps   |
| - | ------------------ | ----------- | ------- |
| 1 | Miguel Poblet      | Ignis       | 55' 40" |
| 2 | José Ametller      | Peña Solera | m. t.   |
| 3 | José Pérez-Francés | Peña Solera | m. t.   |

### 2ª etapa
06-09-1959: Barcelona – Reus, 108 km.:
|   | Ciclista        | Equipo     | Tiempo     |
| - | --------------- | ---------- | ---------- |
| 1 | José Saura      | Ignis      | 2h 58' 39" |
| 2 | Claude Colette  | Peugeot-BP | + 03"      |
| 3 | Antonio Bertrán | Faema      | + 06"      |

|   | Ciclista        | Equipo     | Tiempo     |
| - | --------------- | ---------- | ---------- |
| 1 | José Saura      | Ignis      | 4h 05' 50" |
| 2 | Claude Colette  | Peugeot-BP | + 03"      |
| 3 | Antonio Bertrán | Faema      | + 06"      |

### 3ª etapa[2]
07-09-1959: Reus - Tortosa. 113,0 km
|   | Corredor            | Equipo      | Tiempo     |
| - | ------------------- | ----------- | ---------- |
| 1 | José Segú           | Peña Solera | 3h 15' 43" |
| 2 | Salvador Botella    | Faema       | m. t.      |
| 3 | Fernando Manzaneque | Licor 43    | + 05"      |

|   | Ciclista            | Equipo      | Tiempo     |
| - | ------------------- | ----------- | ---------- |
| 1 | Salvador Botella    | Faema       | 7h 10' 33" |
| 2 | José Segú           | Peña Solera | + 09"      |
| 3 | Fernando Manzaneque | Licor 43    | + 20"      |

### 4ª etapa[3]
08-09-1959: Tortosa - Lérida. 186,0 km:
|   | Corredor      | Equipo   | Tiempo     |
| - | ------------- | -------- | ---------- |
| 1 | Peppino Dante | Ignis    | 5h 10' 28" |
| 2 | Miguel Bover  | Licor 43 | + 01' 08"  |
| 3 | Addo Kazianka | Ignis    | m. t.      |

|   | Ciclista            | Equipo      | Tiempo      |
| - | ------------------- | ----------- | ----------- |
| 1 | Salvador Botella    | Faema       | 12h 22' 09" |
| 2 | José Segú           | Peña Solera | + 09"       |
| 3 | Fernando Manzaneque | Licor 43    | + 20"       |

### 5ª etapa[4]
09-09-1959: (5A Lérida - Vilanova de Bellpuig 38 km CRI) i (5B Vilanova de Bellpuig - Manresa 104 km)
|   | Corredor             | Equipo   | Tiempo  |
| - | -------------------- | -------- | ------- |
| 1 | Antonio Karmany      | Kas      | 58' 08" |
| 2 | José Gómez del Moral | Boxing   | + 12"   |
| 3 | Antonio Suárez       | Licor 43 | + 16"   |

|   | Corredor         | Equipo     | Tiempo     |
| - | ---------------- | ---------- | ---------- |
| 1 | Claude Colette   | Peugeot-BP | 2h 38' 30" |
| 2 | Miguel Poblet    | Ignis      | + 01' 55"  |
| 3 | Maurice Meuleman | Peugeot-BP | m. t.      |

|   | Ciclista             | Equipo     | Tiempo     |
| - | -------------------- | ---------- | ---------- |
| 1 | Antonio Karmany      | Kas        | 3h 38' 33" |
| 2 | Claude Colette       | Peugeot-BP | + 02"      |
| 3 | José Gómez del Moral | Boxing     | + 12"      |

|   | Ciclista                | Equipo      | Tiempo      |
| - | ----------------------- | ----------- | ----------- |
| 1 | José Segú               | Peña Solera | 16h 01' 23" |
| 2 | José Herrero Berrendero | Tricofilina | + 35"       |
| 3 | Salvador Botella        | Faema       | + 48"       |

### 6ª etapa[5]
10-09-1959: Manresa - Palafrugell. 206,0 km
|   | Ciclista         | Equipo   | Tiempo     |
| - | ---------------- | -------- | ---------- |
| 1 | Miguel Poblet    | Ignis    | 5h 49' 06" |
| 2 | Salvador Botella | Faema    | m. t.      |
| 3 | Antonio Suárez   | Licor 43 | m. t.      |

|   | Ciclista                | Equipo      | Tiempo      |
| - | ----------------------- | ----------- | ----------- |
| 1 | José Herrero Berrendero | Tricofilina | 21h 51' 06" |
| 2 | Salvador Botella        | Faema       | + 11"       |
| 3 | Fernando Manzaneque     | Licor 43    | + 14"       |

### 7ª etapa[6]
11-09-1959: Palafrugell - Berga. 248,0 km
|   | Ciclista             | Equipo   | Tiempo     |
| - | -------------------- | -------- | ---------- |
| 1 | Antonio Karmany      | Kas      | 7h 11' 54" |
| 2 | José Gómez del Moral | Boxing   | + 52"      |
| 3 | Antonio Suárez       | Licor 43 | + 01' 16"  |

|   | Ciclista                | Equipo      | Tiempo      |
| - | ----------------------- | ----------- | ----------- |
| 1 | Salvador Botella        | Faema       | 29h 04' 27" |
| 2 | Fernando Manzaneque     | Licor 43    | + 03"       |
| 3 | José Herrero Berrendero | Tricofilina | + 19"       |

### 8ª etapa[7]
12-09-1959: Berga - Argentona. 147,0 km
|   | Corredor              | Equipo      | Tiempo     |
| - | --------------------- | ----------- | ---------- |
| 1 | Addo Kazianka         | Ignis       | 4h 14' 29" |
| 2 | Juan Antonio Belmonte | Peña Solera | + 06"      |
| 3 | Miguel Poblet         | Ignis       | + 22"      |

|   | Ciclista                | Equipo      | Tiempo      |
| - | ----------------------- | ----------- | ----------- |
| 1 | Salvador Botella        | Faema       | 33h 19' 18" |
| 2 | Fernando Manzaneque     | Licor 43    | + 03"       |
| 3 | José Herrero Berrendero | Tricofilina | + 19"       |

### 9ª etapa[8]
13-09-1959: Granollers - Barcelona. 138,0 km
|   | Ciclista        | Equipo     | Tiempo     |
| - | --------------- | ---------- | ---------- |
| 1 | Miguel Poblet   | Ignis      | 3h 34' 59" |
| 2 | Ángel Guardiola | Licor 43   | m. t.      |
| 3 | Jaime Alomar    | Peugeot-BP | m. t.      |

|   | Ciclista                | Equipo      | Tiempo      |
| - | ----------------------- | ----------- | ----------- |
| 1 | Salvador Botella        | Faema       | 36h 54' 53" |
| 2 | Fernando Manzaneque     | Licor 43    | + 03"       |
| 3 | José Herrero Berrendero | Tricofilina | + 19"       |

## Clasificación General
|    | Ciclista             | Equipo      | Tiempo      |
| -- | -------------------- | ----------- | ----------- |
|    | Salvador Botella     | Faema       | 36h 54' 53" |
| 2  | Fernando Manzaneque  | Licor 43    | + 3"        |
| 3  | José Herrero         | Tricofilina | + 19"       |
| 4  | Miguel Pacheco       | Faema       | + 1' 00"    |
| 5  | Antonio Karmany      | Kas         | + 1' 16"    |
| 6  | Antonio Suárez       | Licor 43    | + 1' 50"    |
| 7  | Claude Colette       | Peugeot-BP  | + 2' 01"    |
| 8  | José Gómez del Moral | Boxing      | + 2' 20"    |
| 9  | Luis Otaño           | Peugeot-BP  | + 3' 44"    |
| 10 | Jaime Alomar         | Peugeot-BP  | + 3' 49"    |

## Clasificaciones secundarias
|   | Ciclista         | Equipo | Puntos |
| - | ---------------- | ------ | ------ |
| 1 | Antonio Karmany  | Kas    | 33     |
| 2 | Angelino Soler   | Faema  | 23     |
| 3 | Salvador Botella | Faema  | 18     |

|   | Ciclista       | Equipo   | Puntos |
| - | -------------- | -------- | ------ |
| 1 | Vicente Iturat | Licor 43 | 18     |
| 2 | Aniceto Utset  | Faema    | 13     |
| 3 | Carlos Pérez   | Faema    | 6      |

| \| \| Ciclista \| Equipo \| Puntos \| \| - \| ---------------- \| ---------- \| ------ \| \| 1 \| Miguel Poblet \| Ignis \| 103 \| \| 2 \| Salvador Botella \| Faema \| 141 \| \| 3 \| Pierre Ruby \| Peugeot-BP \| 166 \| | - Combatibidad: Miguel Poblet - Deportividad: Juan Antonio Belmonte - Corredor más rápido: Miguel Poblet con 41,819 km/h en la 1a etapa - Más victorias de etapa: Miguel Poblet con 3 |            |        |
| | Ciclista | Equipo     | Puntos |
| 1 | Miguel Poblet | Ignis      | 103    |
| 2 | Salvador Botella | Faema      | 141    |
| 3 | Pierre Ruby | Peugeot-BP | 166    |